# Wysoka Komisja Barbadosu w Londynie
Wysoka Komisja Barbadosu w Londynie – misja dyplomatyczna Barbadosu w Zjednoczonym Królestwie Wielkiej Brytanii i Irlandii Północnej.
Wysoki komisarz Barbadosu w Londynie oprócz Zjednoczonego Królestwa akredytowany jest również m.in. w Rzeczypospolitej Polskiej i przy Stolicy Apostolskiej.